# Morska sol
Morska sol  je jestiva sol koja se dobiva postupkom isparavanja morske vode, obično u velikim plitkim bazenima solana. Zajedno s natrijevim kloridom sadrži i male količine ili tragove drugih tvari kao između ostalog kalij, magnezij i mangan. Kamena sol je morska sol koja je nastala prije nekoliko milijuna godina zbog sušenja velikih oceana.
Proizvodnja u solanama započinje u prvom bazenu u kojem je koncentracija NaCl najmanja (morska voda) a završava u zadnjem, u kojem je morska voda toliko prezasićena da se sol taloži na dnu bazena. Isušivanje se obavlja samo u ljetnim mjesecima kada su najpovoljniji uvjeti za proizvodnju
Salinitet morske vode iznosi prosječno 3,5 %, što znači da 1000 g sadrži 35 g soli. Baltičko more sadrži 1,2 %, Sjeverno more 3,0 %, Sredozemlje 3,8 % i Mrtvo more 28 % morske soli. 
U Hrvatskoj, Francuskoj, Španjolskoj, Portugalu, Italiji te brojnim zemljama u Africi, i u Kini postoje brojne solane za proizvodnju morske soli.

## Morska sol u prehrani

### Cvijet soli
Cvijet soli (franc. „Fleur de Sel“, šp. „Flor de Sal“) nastaje u toplim, zadihanim[Krivo prevedeno?] danima kao tanki sloj na površini vode. Bere se drvenom lopatom prije nego potone na dno. Sastavom se od ukupne morske soli se ponešto razlikuje time što ima nešto veći udio teže topivih soli. To utječe na okus, zbog čega cvijet soli postiže puno veću cijenu na tržištu. 
Proizvodi se najviše u Francuskoj u Bretanji (Fleur de sel), ("Fleur de Sel de Guérande"), (" Fleur de Sel de l 'Ile de Re, Fleur de sel de Noirmoutier"), i u Camargue ("Fleur de Sel de Camargue") i "Flor de Sal d'es Trenc". U Portugalu na Algarve (Flor de sal). i u Ses Salines na Mallorca. 
To je proizvod koji se prodaje neobrađen. Gurmani cijene okus zbog udjela kalcija i magnezijevog sulfata, kojih nema u kamenoj soli.
Cvijet soli se sastoji prosječno od preko 97 % natrijevog klorida, 0,5 % kalcijevog sulfata, 0,3 % magnezijevog klorida, 0,2 % magnezijevog sulfata i 0,1 % kalijevog klorida.

### Morska sol kao kuhinjska sol
Morska sol u trgovini je uglavnom dobivena kroz rekristalizaciju dobivenom isparavanjem morske vode.
Neki kuhari daju prednost morskoj soli zbog navodno boljeg okusa. 

## Aerosoli
Morska sol može biti rasprskana na površini mora po vjetru i valovima. U primorskim gradovima aerosol se rabi u ljekovite svrhe. Udahnuti tog morsko-slanog zraka može donesti olakšanje kod raznih bolesti kao što je astma. Vanjske primjene su primjerice kupke u morskoj vodi.

## Solane u Hrvatskoj
Najstarija solana u Europi i jedna od najpoznatijih u Hrvatskoj je solana u Stonu. Važne solane nalaze se i u Pagu i Ninu.

## Vanjske poveznice
|  | Zajednički poslužitelj ima još gradiva o temi Morska sol |

- Zadarski List
- A fresh look at element distribution in the North Pacific  Arhivirana inačica izvorne stranice od 3. listopada 2009. (Wayback Machine)
- Logaritm. prikaz sadrzaja u morskoj vodi  Arhivirana inačica izvorne stranice od 5. kolovoza 2011. (Wayback Machine) (engl.)